# Acraea salmonea
Acraea salmonea är en fjärilsart som beskrevs av Le Doux 1922. Acraea salmonea ingår i släktet Acraea och familjen praktfjärilar. Inga underarter finns listade i Catalogue of Life.